# Adschina-Teppa

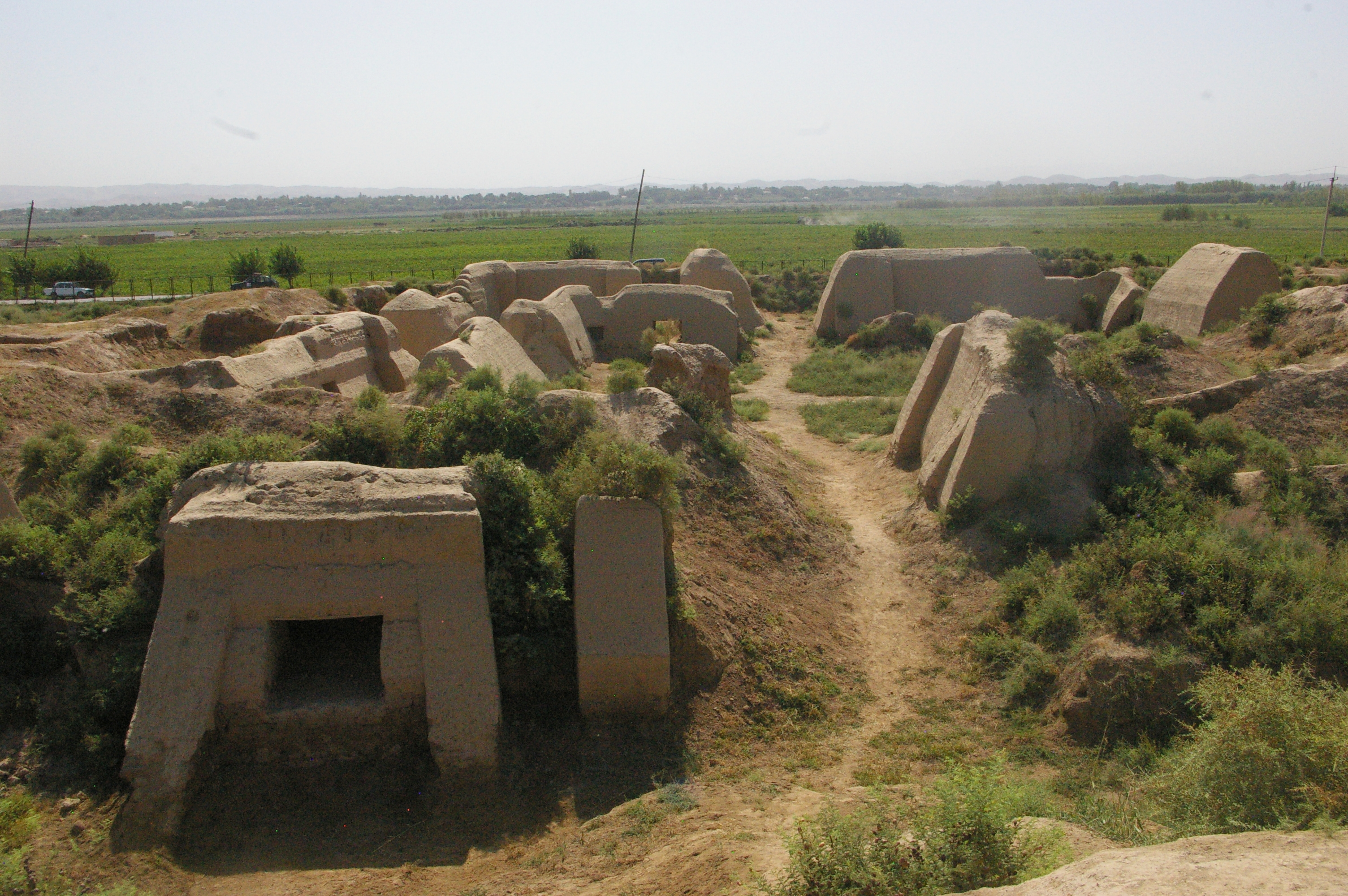
Adschina-Teppa

Adschina-Teppa (tadschikisch Аҷинатеппа; auch: Ajina Tepe, Ajina-Tepa, Adzhina-Tepa) ist eine buddhistische Klosterstätte (sarighārāma) aus dem 7. und 8. Jahrhundert, die im Süden Tadschikistans liegt. Westlich davon befindet sich im Wachsch-Tal die Provinzhauptstadt Qurghonteppa (einst: Kurgan-Tjube), nördlich die antike Siedlung Chorgul Tepe. 1999 wurde Adschina-Teppa als kulturelles UNESCO-Welterbe auf die Tentativliste gesetzt.

## Entdeckungsgeschichte
Koordinaten: 37° 47′ 52,9″ N, 68° 51′ 15,7″ O
1959 untersuchten Archäologen das Monument erstmals. Adschina-Teppa lag an der alten Seidenstrasse und hatte Bedeutung als Handelsstandort zwischen China, Europa und Zentralasien sowie den indischen Seehäfen. Bereits ab 1961 konnte die Fundstätte archäologisch befundet werden. Die bis 1975 andauernden Forschungsaktivitäten leitete der Historiker und Archäologe Boris Litvinskiy, Mitglied der Tajik Academy of Sciences. Die Ausgrabungen brachten Bauwerksteile hervor, die so eingestuft wurden, dass sie als einem buddhistischen Kloster zugehörig gelten mussten. Heute liegt die gesamte Anlage frei, allerdings erlitt sie aufgrund von Vernachlässigungen bei der Konservierungsarbeit über die Jahrzehnte der Russischen Kolonisation, später der Usbekischen Sozialistischen Sowjetrepublik und schließlich der tadschikischen Autonomie erheblichen Schaden.

## Architektur

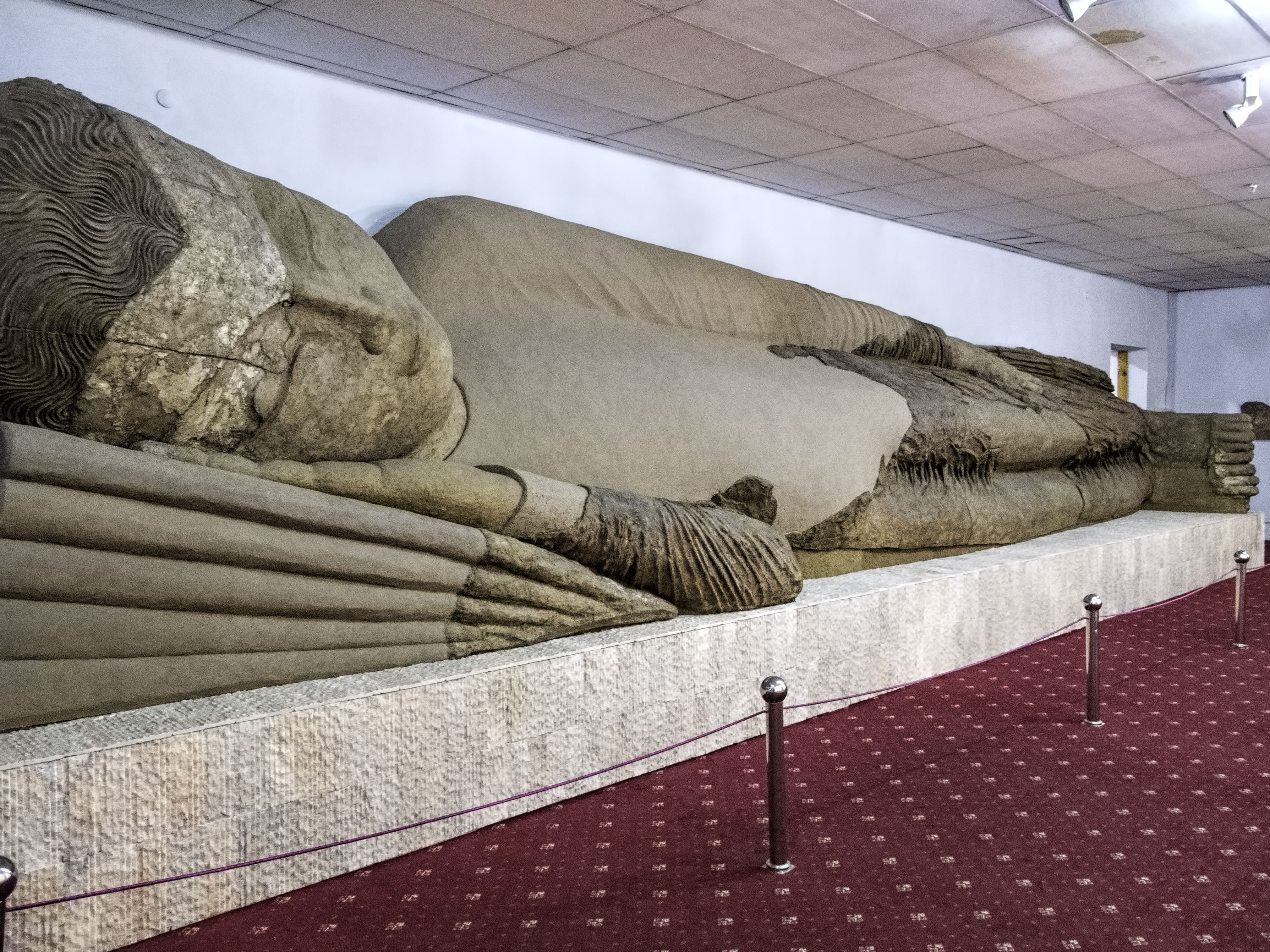
Liegende Buddha-Statue, Parinirvana-Buddha, Buddha im Zustand des Nirwana. Archäologisches Nationalmuseum in Duschanbe.

Bevor die Ausgrabungen begannen, war bereits ersichtlich, dass das Fundament der Anlage aus zwei bis zu 100 m breiten und etwa 5 m hohen Steinhaufen bestand, unter denen sich rechtwinklige Innenhöfe abzeichneten. Von zwei Plätzen gingen Zimmer, Zellen und Flure aus. Einige Heiligtümer, wie eine (schlafende) parinirvanische 12 m hohe Buddha-Figur (nach anderen Angaben sind es 14 m) sowie Tonfiguren wurden gehoben, Wandmalereien aufgedeckt und schließlich eine Stupa geborgen. Architektur und Dekorationen der Adschina-Teppa waren verschmolzen mit indischen Elementen und lokalen Traditionen der alten Kuschana (Tocharistan). Die 1966 ausgegrabene große Statue eines liegenden Buddha wurde zusammen mit zahlreichen Malereifragmenten und Skulpturen nach Duschanbe gebracht. Seit 2001 ist der aus vielen Einzelteilen restaurierte liegende Buddha im Archäologischen Nationalmuseum in Duschanbe zu sehen. Nach der Sprengung der Buddha-Statuen von Bamiyan in Afghanistan im März 2001 durch die Taliban ist dies die größte erhaltene vorislamische Buddhastatue Zentralasiens.
Die beiden verschütteten Plätze waren durch eine Mauer gegeneinander abgegrenzt. Der höhere südöstliche Anlagenteil umfasste 19 × 19 Meter und wies eine schalenförmige Vertiefung auf. Hierbei handelte es sich um das eigentliche Kloster. Der nordwestliche Teil hingegen zeichnete sich durch steile Seiten und umlaufende enge Einsackungen aus. Er beherbergte die Stupa und diente verschiedenen religiösen Zwecken. Das Kloster wurde aus Stampflehm (pachsa) und ungebrannten Lehmziegeln hergestellt, die blockweise aufeinander gesetzt wurden und die für die Zeit typischen Größen von 52 × 26 × 10 Zentimeter aufwiesen. Hunderte vorgefundener und für die zweite Hälfte des 7. und den Beginn des 8. Jahrhunderts sprechende sogdische Kupfermünzen lassen die Entstehungszeit der Anlage noch besser eingrenzen. Es wurde für die Dauer von etwa 100 Jahren genutzt. Das Kloster wurde während der arabischen Eroberungsfeldzüge (737-50) zerstört und war fortan ungenutzt. Erst im Verlauf des späten 8. Jahrhunderts lassen sich wieder Nutzungen der Ruinen als Behausungen und Werksläden nachweisen. Beide Gebäudeteile wiesen einander zugewandt, je einen ayvān (portalartige Vorhalle) auf.
Die im Adschina-Teppa realisierten architektonischen Ideen bewiesen einen hohen Entwicklungsgrad des buddhistischen Klosterbaus. Die Fußleistenpassage des pradakṣina wiederholte sich später in Paharpur in Bangladesch und beim Bebe-Tempel und Lemyethna-Tempel in Sri Ksetra (Myanmar). Die Vier-Iwan-Bauweise etablierte sich insbesondere später im Iran.